# Allardiana katangana
Allardiana é um género monótipo de besouros pertencentes à família Staphylinidae. A sua única espécie é Allardiana katangana.